# Desmodium metallicum
Desmodium metallicum är en ärtväxtart som först beskrevs av Joseph Nelson Rose och Paul Carpenter Standley, och fick sitt nu gällande namn av Paul Carpenter Standley. Desmodium metallicum ingår i släktet Desmodium och familjen ärtväxter. IUCN kategoriserar arten globalt som livskraftig. Inga underarter finns listade i Catalogue of Life.